# Robot de piscine
 (juin 2012).
Si vous disposez d'ouvrages ou d'articles de référence ou si vous connaissez des sites web de qualité traitant du thème abordé ici, merci de compléter l'article en donnant les références utiles à sa vérifiabilité et en les liant à la section « Notes et références ».

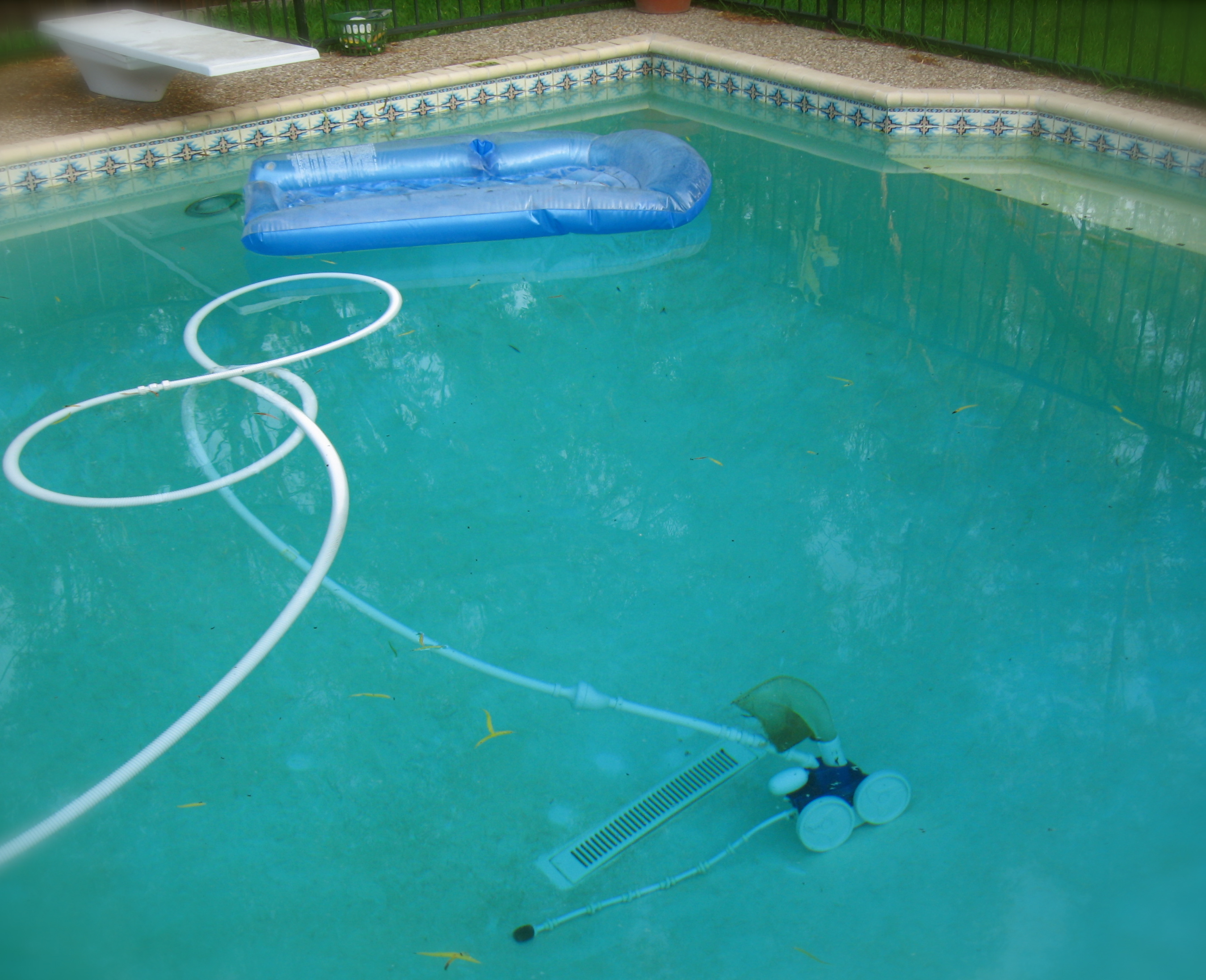
Robot de piscine en action

Un robot de piscine est un appareil servant à nettoyer une piscine, quel que soit son type. Celui-ci a généralement une fonction aspirante (pour les saletés) mais beaucoup ont aujourd'hui une fonction nettoyante grâce à des brosses intégrées, permettant ainsi, en plus de l'aspiration, l'entretien automatique du fond et/ou des parois du bassin.
Depuis la création du premier robot de piscine en 1951, de nombreux procédés technologiques sont venus enrichir les fonctionnalités de cet appareil.

## Historique
C'est au milieu du XXe siècle, en 1951, qu'on note l'apparition du premier robot de piscine. Jusqu'alors, le nettoyage d'une piscine s'effectuait à la main. On doit cette invention à Chauvier, ingénieur sud-africain, qui inventa le premier robot automatique capable de nettoyer une piscine à sec. Celui-ci développa ensuite son prototype afin de l'adapter à un usage dans l'eau.
C'est en 1974 que le premier nettoyeur automatique de piscine est proposé à la vente. D'année en année, les fabricants de ce produit se sont multipliés et ont alors taché de faire évoluer les premiers appareils afin qu'ils deviennent de véritables bijoux de la domotique.

## Typologie
Aujourd'hui, on note plusieurs sortes de robots de piscine

### Robot de piscine électrique

#### Utilisation
Comme pour les autres types de robot de piscine, le robot électrique est utilisé pour l'entretien des piscines et autres bassins. Le robot de piscine électrique est notamment recommandé pour les bassins de grande taille. Il élimine toutes les saletés présentes dans le bassin en les aspirant et les stockant dans un sac filtrant. Grâce à des brosses situées sous l'appareil, le robot électrique est le seul robot piscine à pouvoir aspirer et brosser simultanément la partie qu'il nettoie, assurant ainsi un rendu parfait. Il est généralement utilisé dans des piscines enterrées de grande taille, bien qu'il puisse être utilisé dans n'importe quel genre de bassin.
Sur ce genre de robot, il est possible de changer les brosses nettoyantes, le robot peut ainsi s'adapter à tous types de revêtements. De manière générale, les robots électriques s'adaptent aussi à toutes formes de bassin.

#### Fonctionnement
Le robot électrique est celui qui a le fonctionnement le plus simple, qu'importent les technologies utilisées, le fonctionnement reste toujours le même : il faut l'alimenter en électricité via une prise quelconque et l'immerger pour qu'il fonctionne. Le temps de chargement d'un robot de piscine dure en moyenne entre 3 et 4 heures, pour une autonomie d'une heure. C'est à peu près le temps nécessaire au robot pour le nettoyage d'une piscine de taille raisonnable.
Souvent, ce sont des robots intelligents qui ne fonctionnent que dans l'eau et s’arrêtent automatiquement dès qu'ils sont au contact de l'air. La plupart sont équipés de système de navigation ce qui leur permet de quadriller parfaitement la piscine et d'adapter leur cycle de nettoyage à cette dernière.

#### Entretien
En ce qui concerne l'entretien, il est conseillé de nettoyer les sacs filtrants et les brosses avec de l'eau claire pour assurer la longévité du robot.

#### Avantages et inconvénients
Les avantages :
- Il est entièrement autonome et très simple d'utilisation.
- Aspire les impuretés mais peut aussi frotter les zones à nettoyer.
- Assure l'entretien du fond, des parois et de la ligne d'eau.
- Propose plusieurs programmes.

Les inconvénients :
- C'est généralement le nettoyeur piscine qui nécessite le plus lourd investissement financier.
- Ils sont plus sujets aux pannes.

### L'aspirateur de piscine
L'aspirateur de piscine fonctionne de la même manière qu'un aspirateur à poussière domestique,. C'est donc un appareil manuel qui nécessite l'intervention de l'Homme. Ce nettoyeur est étanche et peut donc être plongé sans problème dans l'eau de la piscine. Il fonctionne le plus souvent à pile ou à batterie, et recueille les saletés aspirées dans un collecteur ou un bac. L'utilisation d'un aspirateur de piscine nécessite souvent l'achat supplémentaire d'un manche télescopique permettant à son propriétaire d'aspirer les impuretés au fond de la piscine.

#### Utilisation
L'aspirateur de piscine ou balai aspirateur de piscines est un outil très utile qui sert à l'entretien d'espace aquatique. Il sert à assainir l'eau de piscine, spa ou autre bassin, en éliminant toutes les impuretés qui pourraient s'y trouver.
L'aspirateur de piscine peut être utilisé dans plusieurs cas :
- Les piscines hors-sol : bois, gonflable, etc.
- Les piscines enterrées : dans ce cas il faudra prévoir une rallonge télescopique.
- Les spas.

Il est généralement conseillé de l'utiliser dans des espaces aquatiques qui présentent peu de profondeur et sont peu étendus. En effet, bien que très pratique, le passage d'un aspirateur de piscine demande du temps.

#### Fonctionnement
L'aspirateur de piscine fonctionne de la même manière qu'un aspirateur domestique classique, à ceci près qu'il fonctionne sur batterie ou grâce à des piles. 
Doté d'une bouche aspirante plus ou moins large, l'aspirateur de piscine capture et retient toutes les impuretés qui peuvent séjourner dans votre bassin : feuille, sable, terre, cheveux, etc.
Les saletés peuvent être stockées dans un filet spécial, dans le corps de l'aspirateur ou dans un coffret de filtration.

#### Entretien
Un aspirateur de piscine ne demande pas spécialement d'entretien à ceci près qu'il faut vider son espace de stockage à saletés après chaque utilisation voire pendant l'utilisation en fonction de l'état du bassin, de sa taille ou bien encore de la capacité de stockage de l'aspirateur.

#### Avantages et inconvénients
Un aspirateur de piscine présente de nombreux avantages :
- Il remplace l'épuisette puisqu'il peut nettoyer le fond de la piscine mais aussi les parois et même la ligne d'eau
- Il permet d'éliminer tous les corps extérieurs de votre bassin, laissant ainsi votre eau claire et agréable.
- Il permet un gain de temps en comparaison à un nettoyage manuel à l'épuisette et a un meilleur rendu.
- Il est généralement à un tarif très abordable

Mais aussi quelques inconvénients :
- Il est manuel et son utilisateur doit donc prendre le temps de le passer.
- Il propose une autonomie relativement faible.
- Son espace de stockage peut être assez réduit selon les modèles.

#### Faire le bon choix
Quand un propriétaire de piscine décide d'investir dans un aspirateur pour entretenir son bassin, il doit prendre en compte certains critères :
– la puissance ;
– le mode d'alimentation ;
– la taille de l'espace de stockage.

### Robot de piscine hydraulique
Plus évolué que l'aspirateur de piscine, le robot de piscine dit « hydraulique » fonctionne grâce au circuit de filtration installé au préalable sur la piscine, qui lui donne la capacité de se déplacer de façon aléatoire dans le bassin. Celui-ci aspire uniquement les saletés, peu d'entre eux ont la capacité de frotter les parois en même temps.

#### Description
On distingue trois types de robots de piscine hydrauliques : 

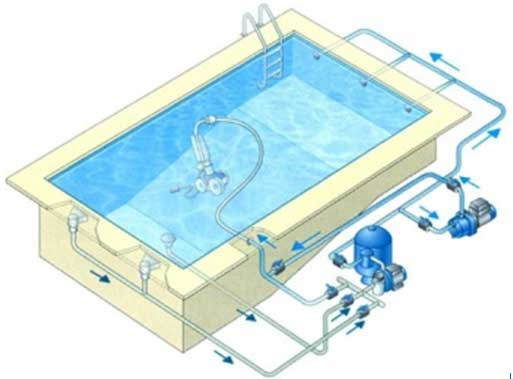
Circuit tuyauterie robot hydraulique

* Les robots hydrauliques qui fonctionnent sur aspiration. Branchés sur la prise balai ou le skimmer, ils se déplacent par succions tout en aspirant les impuretés.
- Les robots hydrauliques fonctionnant avec un surpresseur piscine. Cet équipement que l'on positionne dans le circuit de filtration est vecteur d'énergie et permet donc au robot de se déplacer.
- Les robots hydrauliques fonctionnant grâce à la pression de la pompe de piscine pour se déplacer.

#### Utilisation
Le robot hydraulique peut s'utiliser dans toutes sortes de piscines :
- Piscine hors sols.
- Piscine enterrée.

Il s'adapte généralement à tous types de revêtement (carrelage, liner, coque, etc.) mais aussi à toutes sortes de formes (ronde, rectangulaire, couloir de nage, forme libre, etc.)
Dans tous les cas, le robot hydraulique sert à purifier l'eau d'une piscine la débarrassant ainsi de toutes les impuretés dont elle peut être sujette : insectes, feuilles, corps gras, etc.

#### Typologie
Il existe différents types de robots hydrauliques :
Le robot à succion : pour le faire fonctionner, il faut le brancher à la prise balai ou au skimmer de la piscine, il se déplace de manière totalement aléatoire.
Le robot hydraulique avec surpresseur : ce genre de modèle a besoin d'énormément de pression pour fonctionner, il faut donc investir dans un surpresseur qui viendra se positionner au niveau du système de filtration.
Le robot hydraulique classique : il utilise la puissance de la pompe à piscine pour se déplacer, comme le robot à succion, il se déplace de manière aléatoire et est relativement lent.

#### Fonctionnement
Quel que soit le modèle, le robot de piscine hydraulique utilise le système de filtration de la piscine pour fonctionner. Comme vous l'avez vu ci-dessus, certains modèles peuvent nécessiter l'utilisation d'équipement supplémentaire mais le fonctionnement reste le même.
Une fois relié au système de filtration, à la prise balai ou au skimmer du bassin, le robot hydraulique se met en route, il aspire et stocke dans son sac filtrant toutes sortes de saletés. Certains modèles présentent des particularités et sont en mesure de frotter les parois ou de soulever les particules plus fines pour les envoyer à la surface comme les robots Polaris 280 et 3900 s.

#### Avantages et inconvénients
Principaux avantages :
- Contrairement à l'aspirateur de piscine, il est entièrement automatique, une fois immergé, son utilisateur n'a plus à s'en occuper.
- L'installation est très simple et la mise en route très rapide.
- Les résultats après le cycle de nettoyage sont très satisfaisants.

Principaux inconvénients :
- Certains modèles peuvent nécessiter l'achat d'équipements supplémentaires : un surpresseur par exemple.
- En général, les modèles qui n'utilisent pas de surpresseur sont assez lents.
- Selon la technologie utilisée par le robot, les réparations peuvent être coûteuses[5].

## Entretien
Quel que soit le robot de piscine, celui-ci doit être rincé à l'eau claire après chaque utilisation.
Les bacs, paniers ou sacs filtrants présents dans les robots doivent également être vidés et nettoyés à chaque fois.
Une fois le nettoyage du robot terminé, garder l'appareil dans un endroit frais et sec.